# USS Alabama (BB-60)
«Алабама» (BB-60) (англ. USS Alabama (BB-60)) — четвёртый линейный корабль США типа «Саут Дакота».
«Алабама», прозванный «Удачливым», был линкором, построенным во время Второй мировой войны. «Алабама» был шестым кораблём военно-морского флота США, названным в честь одноимённого штата, и одним из двух линкоров класса «Саут Дакота», превращённых в корабль-музей.
Во время Второй мировой войны «Алабама» изначально входил в Атлантический флот, после чего был направлен на Тихий океан. Линкор вывели из состава действующего флота в 1947 году и отправили в запас. В 1962 году корабль списали. В 1964 году линкор «Алабама» был отправлен в бухту Мобил на побережье штата Алабама, и в следующем году открыт как корабль-музей. Судно было включено в Национальный регистр Исторических достопримечательностей в 1986 году.

## В культуре
- На борту корабля происходили съемки фильма «В осаде». Корабль исполнял роль линкора «Миссури».
- Так же корабль исполнил роль крейсера «Индианополис» в фильме "Крейсер / USS Indianapolis: Men of Courage"  2016 года, с  Николасом Кейджем в главной роли.